# Batteriekopf
De Batteriekopf is met 1311 meter hoogte een van de hogere bergen van de Vogezen in het departement Haut-Rhin in Frankrijk. Hij ligt op nog geen kilometer van de iets hogere Rothenbachkopf. De top is via een kam makkelijk te bereiken vanaf de Rothenbachkopf. Het biedt uitzicht over het meer van Wildenstein.